# Step 2/4
《Step 2/4》은 2010년 10월 8일, 대한민국에서 발표한 브라운 아이드 걸스의 멤버 가인의 첫 솔로 미니 앨범이다. 총 6곡으로 구성되었다.

## 기획 및 발매
2010년 7월에 브라운 아이드 걸스의 멤버 나르샤가 솔로 활동을 시작하고 가인은 가을에 솔로 활동을 한다고 밝혔다.
이번 가인의 솔로 앨범은 브라운아이드걸스 3집 Sound-G를 제작한 조영철 프로듀서와 최고의 스텝들이 참여하여, 기존 가인의 이미지를 한 층 더 극적으로 업그레이드 시키고 있다.

## 특징
- 앨범명인 ‘step 2/4’도 탱고의 기본 리듬인 2/4박자를 암시적으로 표현한 것이다.
- 다소 실험적인 장르들을 한국 대중음악계에 선보이며 이슈의 중심에 섰던 조영철 프로듀서는 이번 가인 솔로 앨범에서는 비대중적 장르로 분류되는 탱고라는 장르를 현대적으로 해석하여 앨범 전체 수록곡을 탱고라는 한가지 장르만으로 하는 과감한 시도를 감행했다.
- 가인의 첫 솔로 타이틀곡 <돌이킬 수 없는>은 현재 활동중인 한국 대중음악가들 중 대중과 평론단으로부터 가장 높은 평가를 받고 있는 작곡가 윤상과 근래 히트곡 메이커로 급부상한 이민수 작곡가의 특별한 공동작업을 통해 만들어졌다.
- 국내 최고의 반도네온 플레이어 고상지의 연주와 윤상 특유의 세련된 코드워크, 그리고 이민수의 완성도 높은 멜로디와 리듬메이킹 등이 더해진 이번 곡은, 정통 탱고를 베이스로 하되 묵직한 신시사이저 사운드 등이 더해지며 트렌드 감을 잃지 않은 ‘일렉트로 퓨전 탱고’로 분류된다.
- 웬만한 보컬을 묻히게 만들 만큼 음색이 강한 반도네온 사운드가 주가 되는 곡임에도 불구하고,매력적인 음색과 뛰어난 표현력을 가진 가인인 만큼 이를 압도하는 가창력을 선보이며 곡을 완성해냈다.

## 평가
- 이번 가인의 미니앨범에서는 특이하게 타이틀곡과 같은 세션을 메인 테마로 한 또 다른 버전의 곡이 수록 되어 있다. 윤상이 멜로디까지 완성한 ‘진실’이라는 곡으로, 타이틀곡 '돌이킬 수 없는'이 치명적이고 리드미컬한 매력을 가지고 있다면 이 버전에서는 같은 구성 속에서도 전혀 다른, 탱고의 서정성을 느낄 수 있는 곡이다. 이 곡에서 가인은 이전에는 들어본 적 없는 새로운 음색을 선보여 그만큼 곡 해석력이 뛰어난 보컬이라는 윤상의 찬사를 듣기도 했다.
- 아티스트와 아이돌의 경계선에 있는 브라운아이드걸스는 가창력과 대중성을 겸비했다는 평가를 받으며 항상 다음 음악 작업에 대해 팬들의 관심과 기대를 받고 있다. 이러한 기대를 저버리지 않고 어느덧 아티스트로 성장해 가고 있는 가인은 조영철 프로듀서와 최고의 스텝들과 함께 ‘일렉트로 퓨전 탱고’라는 혁신적인 장르의 앨범을 선보이며 그 치명적인 매력으로 음악성과 대중성이 행복하게 만나는 최고의 순간을 한국 대중음악 팬들에게 선사하고 있다.

## 뮤직비디오
- 영화 속 지문형식을 띄는 독특한 스타일의 가사는 작사가 김이나의 작품으로, 탱고장르가 가진 치명적인 매력을 최대한 살려내는 강한 단어와 문장들로 곡의 드라마를 이끌었다.

시드니 올로케로 진행된 뮤직비디오에서는 탤런트 이성재가 출연하였으며, 사랑의 집착과 광기에 어린 비극을 한편의 영화의 클라이막스 씬과 같이 다양한 감정 씬을 극적으로 표현하였다.

## 트랙 정보
1. Nitchell (Baby-G Mix)
  - 작곡: saintbinary / 작사: saintbinary / 편곡: saintbinary / 바이올린: 조윤정 , KoN
2. 돌이킬 수 없는
  - 작곡: yoonsang, 이민수 / 작사: 김이나 / 편곡: yoonsang , 이민수 / 반도네온: 고상지 / 코러스:Sunnyhill (코다 , 브라우니)
3. Tango the night
  - 작곡 : Haihm / 작사: 박창학 / 편곡: Haihm
4. Esperando
  - 작곡: Ra.D / 작사: Ra.D, Grace Eun / 편곡: Ra.D
5. 가인 (歌人)
  - 작곡: saintbinary / 작사: 김이나 / 편곡: saintbinary
6. 진실
  - 작곡: yoonsang / 작사: 김이나 / 편곡: yoonsang

## 곡 설명
- Saintbinary가 작곡, 작사한 앨범의 인트로곡 ‘Nitchell’은 전통적인 탱고음악의 느낌과 몽환적인 가인의 목소리가 음의 깊이를 더해 준다.

- haihm이 작곡한 ‘Tango the night’은 샘플 에디팅된 기타와 반도네온이 이끌어가는 에너지가 매력적인 일렉트로닉 탱고 곡이다. 미니멀한 드럼의 진행과, 상대적으로 화려한 후반부의 신스사운드의 조합은 가인의 목소리와 함께 이 곡이 가진 강렬한 이미지를 더욱 돋보이게 한다. 철학적이고 깊이 있는 가사로 유명한 작사가 박창학이 이 곡의 작사가로 참여하면서 곡의 퀄리티를 한 층 더 높였다.

- Ra.D가 작곡, 작사한 ‘Esperando’는 탱고 고유의 분위기에 Ra.D 스타일의 세련된 리듬이 결합된 곡으로, 가인의 섹시하면서도 절제된 보이스가 돋보인다.

- Saintbinary의 두 번째 수록곡 ‘가인(歌人)’은 팝적인 일렉트로닉 탱고 곡으로 가인의 심정을 담은 애잔한 멜로디와 가사가 돋보이는 곡이다.

- 이번 가인의 미니앨범에서는 특이하게 타이틀곡과 같은 세션을 메인 테마로 한 또 다른 버전의 곡이 수록 되어 있다. 윤상이 멜로디까지 완성한 ‘진실’이라는 곡으로, 타이틀곡 '돌이킬 수 없는'이 치명적이고 리드미컬한 매력을 가지고 있다면 이 버전에서는 같은 구성 속에서도 전혀 다른, 탱고의 서정성을 느낄 수 있는 곡이다.